# تاتسويا موتشيزوكي (لاعب كرة قدم)
تاتسويا موتشيزوكي (باليابانية: 望月 達也) (مواليد 12 أغسطس 1994)، هو لاعب كرة قدم سابق كان يلعب كلاعب وسط.

## وصلات خارجية
- تاتسويا موتشيزوكي (1994) على موقع رابطة كرة القدم اليابانية للمحترفين (اليابانية)